# Heinrich Lezius

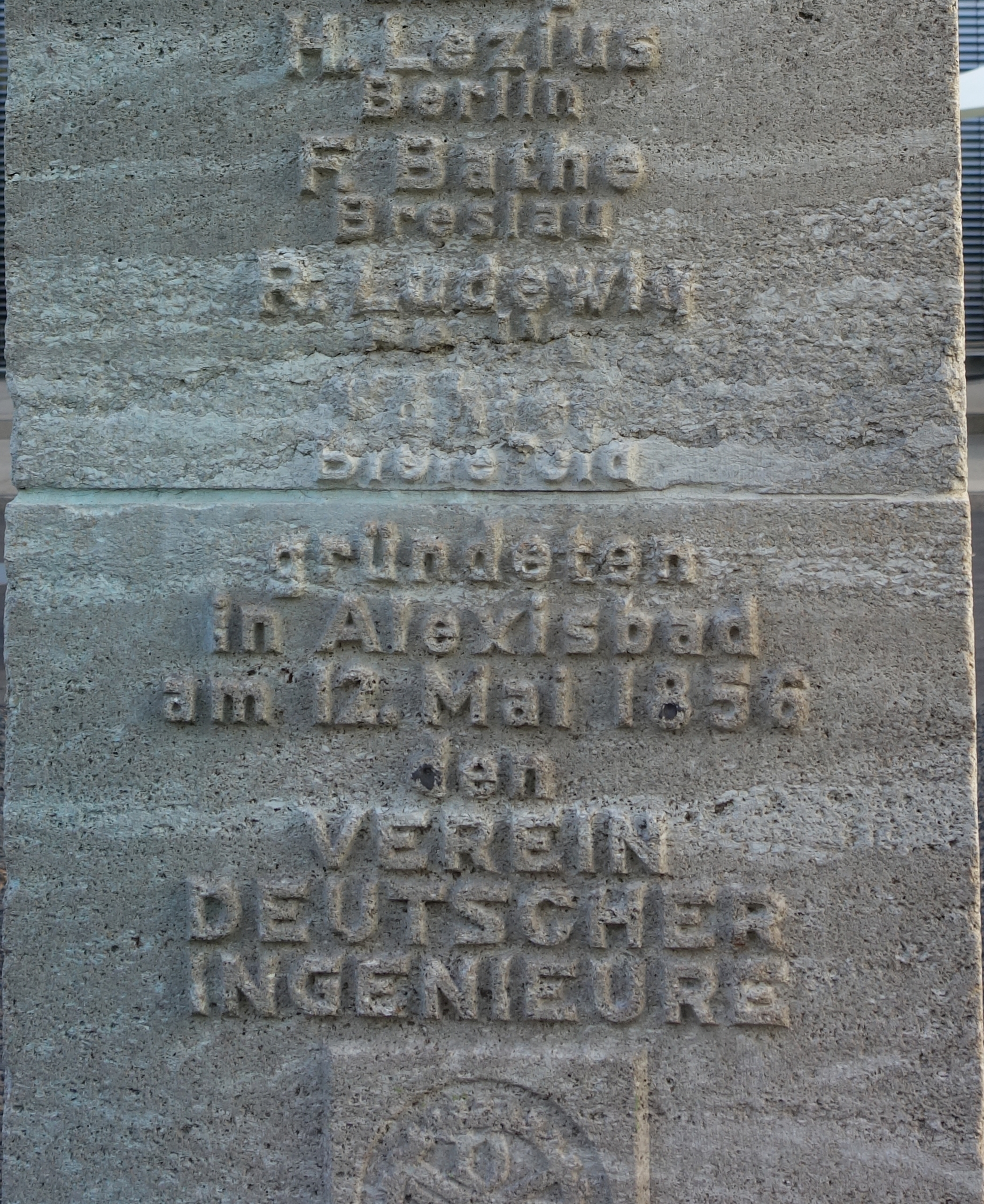
Der Name von Lezius auf der Säule des Denkmals, das zum 75-jährigen Bestehen des VDI errichtet wurde

Heinrich Lezius (* 14. Februar 1835; † 6. November 1906 in Breslau, Provinz Schlesien) war ein deutscher Ingenieur. Er war Gründungsmitglied des Vereins Deutscher Ingenieure (VDI).

## Leben
Heinrich Lezius wurde als Sohn des Bürgermeisters von Zerbst geboren. Er besuchte das Gymnasium in seiner Vaterstadt. Nach dem Studium am Königlichen Gewerbe-Institut in Berlin begann er seine berufliche Laufbahn als Ingenieur bei der Firma A. Borsig in Moabit. Von 1862 bis 1865 hielt er sich aus beruflichen Gründen in Russland auf. Nach seiner Rückkehr arbeitete Lezius unter Emil Rathenau in Berlin. 1868 übersiedelte er nach Breslau, wo er sich als Zivilingenieur niederließ.
Während seines Studiums war Lezius Mitglied des Akademischen Vereins Hütte. Am 12. Mai 1856 gründete er mit 22 weiteren Männern den Verein Deutscher Ingenieure (VDI). Ebenso war er Gründungsmitglied des im August desselben Jahres gegründeten Berliner Bezirksverein des VDI, dessen Vorstand er mehrmals angehörte. Im Juni 1906 wurde Lezius zum VDI-Ehrenmitglied ernannt. Die Ehrenmitgliedschaft ließ ihm auch der VDI-Bezirksverein Breslau zuteilwerden.
In Breslau wurde Lezius in den Vorstand der Stadtverordnetenversammlung berufen.